# Serafin (arcybiskup Aten)
Serafin, imię świeckie Wissarion Tikas (ur. 1913 w Artesianon, zm. 10 kwietnia 1998 w Atenach) – grecki biskup prawosławny, zwierzchnik Greckiego Kościoła Prawosławnego w latach 1974–1998.

## Życiorys
Wieczyste śluby mnisze złożył w monasterze Korona. Ukończył studia teologiczne na uniwersytecie w Atenach. Na diakona został wyświęcony w 1938, zaś na kapłana w 1942. W czasie II wojny światowej uczestniczył w antyhitlerowskim ruchu oporu. W 1949 miała miejsce jego chirotonia na biskupa Arty, zaś w 1958 mianowano go metropolitą Janiny. 
Urząd arcybiskupa Aten objął 12 stycznia 1974 po rezygnacji arcybiskupa Hieronima I. Odmówił on pobłogosławienia nowego rządu, powstałego po dojściu do władzy radykalnie prawicowego skrzydła rządzącej junty. Nowe władze pobłogosławił metropolita Serafin, po czym, uzyskując 20 spośród 29 głosów uprawnionych do głosowania członków tzw. rozszerzonego Synodu, objął po Hieronimie najwyższy urząd w Greckim Kościele Prawosławnym.
Protestował przeciwko skierowaniu do Grecji nowego biskupa rzymskokatolickiego. W okresie sprawowania przezeń urzędu stosunki między Kościołem katolickim a Greckim Kościołem Prawosławnym uległy pogorszeniu.
W 1986 jego rozmowy z premierem Andreasem Papandreu pozwoliły na zakończenie sporów wokół projektowanej ustawy o nacjonalizacji majątków kościelnych i klasztornych. Ostatecznie treść ustawy nie wprowadziła de facto zmian co do pozycji i stanu posiadania Kościoła.
W marcu 1992, razem z patriarchą moskiewskim i całej Rusi Aleksym II wygłosił oświadczenie potępiające działalność „grup rozłamowych” zagrażających prawom prawosławnych, w tym Kościoła katolickiego obrządku bizantyjsko-ukraińskiego na zachodniej Ukrainie.